# Ecuandureo (kommun)
Ecuandureo är en kommun i Mexiko.   Den ligger i delstaten Michoacán de Ocampo, i den centrala delen av landet, 300 km väster om huvudstaden Mexico City.
Följande samhällen finns i Ecuandureo:
- Ecuandureo
- Moreno de Bravo
- La Barranca
- La Estancia de Gómez
- Las Majadas
- Las Torcazas
- El Torreón
- Puerta de Vargas
- La Cañada de Moreno